# Mary Moraa
Mary Moraa (Obwari, 15 de junio de 2000) es una deportista keniana que compite en atletismo, especialista en las carreras de mediofondo.
Participó en dos Juegos Olímpicos de Verano, en los años 2020 y 2024, obteniendo una medalla de bronce en París 2024, en la prueba de 800 m.
Ganó dos medallas en el Campeonato Mundial de Atletismo, en los años 2022 y 2023, en la prueba de 800 m.

## Biografía
Moraa quedó huérfana a los 2 años tras la muerte de su padre y luego de su madre. Creció con sus abuelos en Kisii, al oeste de Kenia. Ganó una beca de estudios corriendo.
Es prima de la corredora keniana Sarah Moraa. Mary Moraa la ha descrito como su "hermana menor" en las redes sociales.

## Trayectoria
Moraa se especializó en los 400 metros hasta 2021. Debutó internacionalmente en el Campeonato Mundial Sub-18 de Nairobi y ganó la medalla de plata en la prueba con un mejor tiempo personal de 53,31 segundos. Al año siguiente, a los 18 años, quedó quinta en la misma distancia en el Campeonato Mundial Sub-20 celebrado en Tampere, Finlandia, con un nuevo récord de 52,85 segundos en las eliminatorias.
En 2019, ganó en los 400 m el título africano sub-20 , el título sénior de Kenia y quedó cuarta en los Juegos Africanos celebrados en Rabat , Marruecos.  Llegó a semifinales en su prueba individual en el Campeonato Mundial de Doha.  Su mejor marca de la temporada fue de 51,75 s.  Hizo su debut en los 800 metros ese año.
Moraa pasó a los 800 metros en 2020 y representó a Kenia en los retrasados Juegos Olímpicos de Tokio 2020 compitiendo en 2021 en el evento, donde fue eliminada en las semifinales con un tiempo de 2:00.47.
En julio de 2022, Moraa ganó la medalla de bronce en los 800 m en el Campeonato Mundial de Eugene, Oregón , marcando una mejor marca personal de 1:56.71 detrás de Athing Mu (1:56.30) y Keely Hodgkinson (1:56.38).  El mes siguiente, ganó un oro en el evento en los Juegos de la Commonwealth de Birmingham después de arrasar para vencer a Hodgkinson en la final.  Pasó del primero al último y volvió al primero en esa carrera.  En septiembre, Moraa se convirtió en la campeona de los 800 m de la Diamond League después de ganar la final en Zúrich.

## Palmarés internacional
| Juegos Olímpicos   | Juegos Olímpicos        | Juegos Olímpicos  | Juegos Olímpicos |
| Año                | Lugar                   | Medalla           | Prueba           |
| ------------------ | ----------------------- | ----------------- | ---------------- |
| 2024               | París (Francia)         | Medalla de bronce | 800 m            |
| Campeonato Mundial |                         |                   |                  |
| Año                | Lugar                   | Medalla           | Prueba           |
| 2022               | Eugene (Estados Unidos) | Medalla de bronce | 800 m            |
| 2023               | Budapest (Hungría)      | Medalla de oro    | 800 m            |